# Ausztria az 1968. évi nyári olimpiai játékokon
Ausztria a mexikói Mexikóvárosban megrendezett 1968. évi nyári olimpiai játékok egyik részt vevő nemzete volt. Az országot az olimpián 12 sportágban 43 sportoló képviselte, akik összesen 4 érmet szereztek.

## Érmesek
| Érem  | Versenyző                     | Sportág    | Versenyszám               |
| ----- | ----------------------------- | ---------- | ------------------------- |
| Ezüst | Liese Sykora-Prokop           | Atlétika   | Női ötpróba               |
| Ezüst | Hubert Raudaschl              | Vitorlázás | Finn dingi                |
| Bronz | Eva Janko                     | Atlétika   | Női gerelyhajítás         |
| Bronz | Günther Pfaff Gerhard Seibold | Kajak-kenu | Férfi kajak kettes 1000 m |

## Atlétika
Férfi
| Versenyző     | Versenyszám | Előfutam | Előfutam | Előfutam | Elődöntő | Elődöntő | Elődöntő | Döntő   | Döntő    |
| Versenyző     | Versenyszám | Idő      | Hely.    | Össz.    | Idő      | Hely.    | Össz.    | Idő     | Helyezés |
| ------------- | ----------- | -------- | -------- | -------- | -------- | -------- | -------- | ------- | -------- |
| Rudolf Klaban | 1500 m      | 3:59,11  | 8.       | 34.      | kiesett  | kiesett  | kiesett  | kiesett | kiesett  |

| Versenyző       | Versenyszám   | Selejtező                | Selejtező                | Döntő    | Döntő    |
| Versenyző       | Versenyszám   | Eredmény                 | Helyezés                 | Eredmény | Helyezés |
| --------------- | ------------- | ------------------------ | ------------------------ | -------- | -------- |
| Ingo Peyker     | Rúdugrás      | érvényes kísérlet nélkül | érvényes kísérlet nélkül | kiesett  | kiesett  |
| Heimo Reinitzer | Diszkoszvetés | 53,52 m                  | 22.                      | kiesett  | kiesett  |
| Walter Pektor   | Gerelyhajítás | 82,16 m                  | 4.                       | 77,40 m  | 10.      |

| Versenyző     | Versenyszám | 100 m | 100 m | Távolugrás | Távolugrás | Súlylökés | Súlylökés | Magasugrás       | Magasugrás       | 400 m         | 400 m         | 110 m gát     | 110 m gát     | Diszkoszvetés | Diszkoszvetés | Rúdugrás         | Rúdugrás         | Gerelyhajítás | Gerelyhajítás | 1500 m        | 1500 m        | Végeredmény   | Végeredmény   |
| Versenyző     | Versenyszám | Idő   | Pont  | Eredmény   | Pont       | Eredmény  | Pont      | Eredmény         | Pont             | Idő           | Pont          | Idő           | Pont          | Eredmény      | Pont          | Eredmény         | Pont             | Eredmény      | Pont          | Idő           | Pont          | Pont          | Helyezés      |
| ------------- | ----------- | ----- | ----- | ---------- | ---------- | --------- | --------- | ---------------- | ---------------- | ------------- | ------------- | ------------- | ------------- | ------------- | ------------- | ---------------- | ---------------- | ------------- | ------------- | ------------- | ------------- | ------------- | ------------- |
| Walter Dießl  | Tízpróba    | 10,80 | 906   | 742 cm     | 915        | 14,32 m   | 748       | 183 cm           | 653              | 51,67         | 739           | 14,77         | 878           | 42,23 m       | 710           | 425 cm           | 688              | 55,38 m       | 669           | 5:19,71       | 307           | 7358          | 12.           |
| Gert Herunter | Tízpróba    | 10,53 | 968   | 775 cm     | 755        | 13,93 m   | 724       | 183 cm           | 653              | 49,72         | 828           | 15,07         | 841           | 40,38 m       | 672           | nem állt rajthoz | nem állt rajthoz | nem ért célba | nem ért célba | nem ért célba | nem ért célba | nem ért célba | nem ért célba |
| Horst Mandl   | Tízpróba    | 11,30 | 795   | 704 cm     | 823        | 13,34 m   | 688       | nem állt rajthoz | nem állt rajthoz | nem ért célba | nem ért célba | nem ért célba | nem ért célba | nem ért célba | nem ért célba | nem ért célba    | nem ért célba    | nem ért célba | nem ért célba | nem ért célba | nem ért célba | nem ért célba | nem ért célba |

Női
| Versenyző   | Versenyszám | Előfutam | Előfutam | Előfutam | Elődöntő | Elődöntő | Elődöntő | Döntő   | Döntő    |
| Versenyző   | Versenyszám | Idő      | Hely.    | Össz.    | Idő      | Hely.    | Össz.    | Idő     | Helyezés |
| ----------- | ----------- | -------- | -------- | -------- | -------- | -------- | -------- | ------- | -------- |
| Inge Aigner | 80 m gát    | 10,83    | 4.       | 12.*     | 11,12    | 8.       | 15.      | kiesett | kiesett  |

| Versenyző        | Versenyszám   | Selejtező | Selejtező | Döntő                    | Döntő                    |
| Versenyző        | Versenyszám   | Eredmény  | Helyezés  | Eredmény                 | Helyezés                 |
| ---------------- | ------------- | --------- | --------- | ------------------------ | ------------------------ |
| Ilona Gusenbauer | Magasugrás    | 174 cm    | 2.**      | 176 cm                   | 8.                       |
| Eva Janko        | Gerelyhajítás |           |           | 58,04 m                  |                          |
| Erika Strasser   | Gerelyhajítás |           |           | érvényes kísérlet nélkül | érvényes kísérlet nélkül |

| Versenyző           | Versenyszám | 80 m gát | 80 m gát | Súlylökés | Súlylökés | Magasugrás | Magasugrás | Távolugrás | Távolugrás | 200 m | 200 m | Végeredmény | Végeredmény |
| Versenyző           | Versenyszám | Idő      | Pont     | Eredmény  | Pont      | Eredmény   | Pont       | Eredmény   | Pont       | Idő   | Pont  | Pont        | Helyezés    |
| ------------------- | ----------- | -------- | -------- | --------- | --------- | ---------- | ---------- | ---------- | ---------- | ----- | ----- | ----------- | ----------- |
| Liese Sykora-Prokop | Ötpróba     | 11,25    | 1011     | 14,61 m   | 1023      | 168 cm     | 1027       | 597 cm     | 982        | 25,12 | 923   | 4966        |             |

* - egy másik versenyzővel azonos időt ért el

** - két másik versenyzővel azonos eredményt ért el

## Birkózás
Kötöttfogású
| Versenyző    | Versenyszám | 1. forduló                   | 2. forduló                    | 3. forduló               | 4. forduló                 | Döntő             | Helyezés    |
| Versenyző    | Versenyszám | Ellenfél Eredmény            | Ellenfél Eredmény             | Ellenfél Eredmény        | Ellenfél Eredmény          | Ellenfél Eredmény | Helyezés    |
| ------------ | ----------- | ---------------------------- | ----------------------------- | ------------------------ | -------------------------- | ----------------- | ----------- |
| Franz Berger | 78 kg       | Peter Nettekoven (FRG) · 1-3 | Tasiro Tosiró (JPN) · 0.5-3.5 | Daniel Robin (FRA) · 3-1 | Ion Ţăranu (ROU) · 2.5-2.5 | kiesett           | helyezetlen |

## Evezés
| Versenyző                  | Versenyszám              | Előfutam | Előfutam | Vigaszág | Vigaszág | Elődöntő | Elődöntő | Döntő | Döntő   | Döntő | Helyezés |
| Versenyző                  | Versenyszám              | Idő      | Hely.    | Idő      | Hely.    | Idő      | Hely.    | Típus | Idő     | Hely. | Helyezés |
| -------------------------- | ------------------------ | -------- | -------- | -------- | -------- | -------- | -------- | ----- | ------- | ----- | -------- |
| Manfred Krausbar           | Egypárevezős             | 7:55,70  | 3.       | 7:46,65  | 2.       | 8:19,41  | 6.       | B     | 7:46,19 | 4.    | 10.      |
| Dieter Ebner Dieter Losert | Kormányos nélküli kettes | 7:31,29  | 1.       | erőnyerő | erőnyerő | 7:15,53  | 2.       | A     | 7:41,80 | 4.    | 4.       |

## Kajak-kenu
Férfi
| Versenyző                                                     | Versenyszám         | Előfutam | Előfutam | Előfutam | Vigaszág | Vigaszág | Vigaszág | Elődöntő | Elődöntő | Elődöntő | Döntő   | Döntő    |
| Versenyző                                                     | Versenyszám         | Idő      | Hely.    | Össz.    | Idő      | Hely.    | Össz.    | Idő      | Hely.    | Össz.    | Idő     | Helyezés |
| ------------------------------------------------------------- | ------------------- | -------- | -------- | -------- | -------- | -------- | -------- | -------- | -------- | -------- | ------- | -------- |
| Gerhard Seibold Günther Pfaff                                 | Kajak kettes 1000 m | 3:38,9   | 1.       | 3.       | erőnyerő | erőnyerő | erőnyerő | 3:46,30  | 2.       | 5.       | 3:40,71 |          |
| Helmut Hediger Kurt Lindlgruber Günther Pfaff Gerhard Seibold | Kajak négyes 1000 m | 3:21,7   | 1.       | 6.*      | erőnyerő | erőnyerő | erőnyerő | 3:20,47  | 2.       | 5.       | 3:18,95 | 7.       |

* - egy másik egységgel azonos időt ért el

## Műugrás
Női
| Versenyző     | Versenyszám        | Selejtező | Selejtező | Döntő   | Döntő    |
| Versenyző     | Versenyszám        | Pont      | Helyezés  | Pont    | Helyezés |
| ------------- | ------------------ | --------- | --------- | ------- | -------- |
| Inge Pertmayr | Egyéni műugrás     | 79,08     | 19.       | kiesett | kiesett  |
| Inge Pertmayr | Egyéni toronyugrás | 48,23     | 5.        | 89,43   | 9.       |

## Ökölvívás
| Versenyző         | Versenyszám   | 32-es főtábla                 | Nyolcaddöntő                   | Negyeddöntő       | Elődöntő          | Döntő             | Helyezés |
| Versenyző         | Versenyszám   | Ellenfél Eredmény             | Ellenfél Eredmény              | Ellenfél Eredmény | Ellenfél Eredmény | Ellenfél Eredmény | Helyezés |
| ----------------- | ------------- | ----------------------------- | ------------------------------ | ----------------- | ----------------- | ----------------- | -------- |
| Rainer Salzburger | Nagyváltósúly | David Jackson (UGA) · KO      | kiesett                        | kiesett           | kiesett           | kiesett           | 17.      |
| Kurt Baumgartner  | Félnehézsúly  | Soungalo Bagayogo (MLI) · 3-2 | Walter Facchinetti (ITA) · RSC | kiesett           | kiesett           | kiesett           | 9.       |

## Öttusa
| Versenyző                                                 | Versenyszám | Lovaglás | Lovaglás | Lovaglás | Vívás    | Vívás | Vívás | Lövészet | Lövészet | Lövészet | Úszás        | Úszás         | Úszás         | Futás         | Futás         | Futás         | Összesen      | Összesen      |
| Versenyző                                                 | Versenyszám | Idő      | Pont     | Hely.    | Eredmény | Pont  | Hely. | Pontszám | Pont     | Hely.    | Idő          | Pont          | Hely.         | Idő           | Pont          | Hely.         | Összes pont   | Helyezés      |
| --------------------------------------------------------- | ----------- | -------- | -------- | -------- | -------- | ----- | ----- | -------- | -------- | -------- | ------------ | ------------- | ------------- | ------------- | ------------- | ------------- | ------------- | ------------- |
| Wolfgang Leu                                              | Egyéni      | 3:26     | 980      | 31.      | 22–25    | 747   | 30.   | 179      | 670      | 44.      | visszalépett | 0             | -             | nem ért célba | nem ért célba | nem ért célba | nem ért célba | nem ért célba |
| Wolf-Dietrich Sonnleitner                                 | Egyéni      | 3:40     | 1010     | 27.      | 20–27    | 701   | 33.   | 190      | 912      | 14.      | 4:08,0       | 916           | 26.           | 15:11,7       | 832           | 23.           | 4371          | 23.           |
| Siegfried Springer                                        | Egyéni      | 3:53     | 1030     | 18.      | 25–22    | 816   | 20.   | 187      | 846      | 27.      | 4:13,7       | 883           | 37.           | 15:49,1       | 718           | 34.           | 4293          | 28.           |
| Wolfgang Leu Wolf-Dietrich Sonnleitner Siegfried Springer | Csapat      |          | 3020     | 4.       |          | 2324  | 9.    |          | 2428     | 11.      |              | nem ért célba | nem ért célba |               | nem ért célba | nem ért célba | nem ért célba | nem ért célba |

## Sportlövészet
Nyílt
| Versenyző               | Versenyszám           | Pont | Helyezés |
| ----------------------- | --------------------- | ---- | -------- |
| Hubert Garschall        | Gyorstüzelő pisztoly  | 579  | 30.      |
| Hubert Garschall        | Szabadpisztoly        | 547  | 18.      |
| Friedrich Schattleitner | Sportpuska, fekvő     | 590  | 35.      |
| Wolfram Waibel, Sr.     | Sportpuska, fekvő     | 587  | 53.      |
| Wolfram Waibel, Sr.     | Sportpuska, összetett | 1133 | 32.      |
| Guido Loacker           | Sportpuska, összetett | 1146 | 14.      |
| Josef Meixner           | Trap                  | 187  | 37.      |

## Súlyemelés
| Versenyző    | Versenyszám | Nyomás   | Nyomás   | Szakítás | Szakítás | Lökés    | Lökés    | Összesen | Helyezés |
| Versenyző    | Versenyszám | Eredmény | Helyezés | Eredmény | Helyezés | Eredmény | Helyezés | Összesen | Helyezés |
| ------------ | ----------- | -------- | -------- | -------- | -------- | -------- | -------- | -------- | -------- |
| Kurt Pittner | 56 kg       | 97,5     | 12.      | 100,0    | 7.       | 125,0    | 9.       | 322,5    | 10.      |

## Úszás
Férfi
| Versenyző    | Versenyszám  | Előfutam | Előfutam | Előfutam | Elődöntő | Elődöntő | Elődöntő | Döntő   | Döntő    |
| Versenyző    | Versenyszám  | Idő      | Hely.    | Össz.    | Idő      | Hely.    | Össz.    | Idő     | Helyezés |
| ------------ | ------------ | -------- | -------- | -------- | -------- | -------- | -------- | ------- | -------- |
| Peter Schmid | 100 m gyors  | 57,1     | 5.       | 41.      | kiesett  | kiesett  | kiesett  | kiesett | kiesett  |
| Peter Schmid | 200 m vegyes | 2:36,4   | 6.       | 39.      |          |          |          | kiesett | kiesett  |

Női
| Versenyző             | Versenyszám | Előfutam | Előfutam | Előfutam | Elődöntő | Elődöntő | Elődöntő | Döntő   | Döntő    |
| Versenyző             | Versenyszám | Idő      | Hely.    | Össz.    | Idő      | Hely.    | Össz.    | Idő     | Helyezés |
| --------------------- | ----------- | -------- | -------- | -------- | -------- | -------- | -------- | ------- | -------- |
| Yvette Hafner         | 100 m hát   | 1:11,8   | 4.       | 18.*     | kiesett  | kiesett  | kiesett  | kiesett | kiesett  |
| Yvette Hafner         | 200 m hát   | 2:37,7   | 5.       | 16.      |          |          |          | kiesett | kiesett  |
| Christine Filippovits | 100 m mell  | 1:19,9   | 5.       | 14.      | 1:18,9   | 6.       | 12.      | kiesett | kiesett  |
| Christine Filippovits | 200 m mell  | 2:51,3   | 1.       | 10.      |          |          |          | kiesett | kiesett  |

* - egy másik versenyzővel azonos időt ért el

## Vitorlázás
Nyílt
| Versenyző                  | Versenyszám     | Futam  | Futam | Futam | Futam | Futam | Futam | Futam | Pontszám | Helyezés |
| Versenyző                  | Versenyszám     | 1      | 2     | 3     | 4     | 5     | 6     | 7     | Pontszám | Helyezés |
| -------------------------- | --------------- | ------ | ----- | ----- | ----- | ----- | ----- | ----- | -------- | -------- |
| Hubert Raudaschl           | Finn dingi      | (20,0) | 5,7   | 5,7   | 8,0   | 8,0   | 8,0   | 18,0  | 53,4     |          |
| Werner Fischer Karl Geiger | Repülő hollandi | (24,0) | 21,0  | 16,0  | 22,0  | 22,0  | 18,0  | 17,0  | 116,0    | 17.*     |

* - egy másik egységgel azonos eredményt ért el

## Vívás
Férfi
| Versenyző                                                 | Versenyszám       | Csoportkör | Csoportkör | Csoportkör | Csoportkör | Nyolcaddöntő                 | Negyeddöntő                | Elődöntő                       | Vigaszág a döntőért       | Vigaszág a döntőért   | Vigaszág a döntőért | Vigaszág a döntőért       | Vigaszág a döntőért       | Döntő | Helyezés    |
| Versenyző                                                 | Versenyszám       | 1. kör | 1. kör     | 2. kör | 2. kör     | Nyolcaddöntő                 | Negyeddöntő                | Elődöntő                       | 1. kör                    | 2. kör                | 3. kör              | 4. kör                    | 5. kör                    | Döntő | Helyezés    |
| Versenyző                                                 | Versenyszám       | Ellenfél Eredmény | Hely.      | Ellenfél Eredmény | Hely.      | Ellenfél Eredmény            | Ellenfél Eredmény          | Ellenfél Eredmény              | Ellenfél Eredmény         | Ellenfél Eredmény     | Ellenfél Eredmény   | Ellenfél Eredmény         | Ellenfél Eredmény         | Ellenfél Eredmény | Helyezés    |
| --------------------------------------------------------- | ----------------- | --- | ---------- | --- | ---------- | ---------------------------- | -------------------------- | ------------------------------ | ------------------------- | --------------------- | ------------------- | ------------------------- | ------------------------- | --- | ----------- |
| Udo Birnbaum                                              | Tőr, egyéni       | K. csoport · Adam Lisewski (POL) · V · Christian Noël (FRA) · GY · Mano Kazuo (JPN) · V · Peter Bakonyi (CAN) · GY                                               | 4.         | F. csoport · German Szvesnyikov (URS) · V · Héctor Abaunza (MEX) · V · Adam Lisewski (POL) · V · Kamuti László (HUN) · GY · Gerry Wiedel (CAN) · GY             | 4.         | Ion Drîmbă (ROU) · V         | Vigaszág                   | Vigaszág                       | Bill Hoskyns (GBR) · V    | kiesett               | kiesett             | kiesett                   | kiesett                   | kiesett | 25.         |
| Roland Losert                                             | Tőr, egyéni       | H. csoport · Daniel Revenu (FRA) · GY · Russell Hobby (AUS) · GY · Jeffrey Checkes (USA) · GY · Souheil Ayoub (LIB) · GY · Rodolfo da Ponte (PAR) · GY           | 1.         | H. csoport · Ion Drîmbă (ROU) · V · Viktor Putyatyin (URS) · V · Dieter Wellmann (FRG) · GY · Herbert Cohen (USA) · GY · Román Gómez (MEX) · GY                 | 2.         | Kamuti Jenő (HUN) · GY       | Viktor Putyatyin (URS) · V | Vigaszág                       | Vigaszág                  | Kamuti Jenő (HUN) · V | kiesett             | kiesett                   | kiesett                   | kiesett | 17.         |
| Rudolf Trost                                              | Tőr, egyéni       | E. csoport · Ryszard Parulski (POL) · V · Pasquale La Ragione (ITA) · GY · Carlos Calderón (MEX) · V · Freddy Salazar (VEN) · GY                                 | 2.         | D. csoport · Mihai Ţiu (ROU) · V · Ókava Heizaburó (JPN) · V · Pasquale La Ragione (ITA) · V · Jesús Gil (CUB) · GY · Moustafa Soheim (RAU) · GY                | 4.         | German Szvesnyikov (URS) · V | Vigaszág                   | Vigaszág                       | Ókava Heizaburó (JPN) · V | kiesett               | kiesett             | kiesett                   | kiesett                   | kiesett | 25.         |
| Rudolf Trost                                              | Párbajtőr, egyéni | E. csoport · Michel Constandt (BEL) · V · Bohdan Andrzejewski (POL) · GY · Alexandre Bretholz (SUI) · GY · Khalil Kallas (LIB) · GY · Graeme Jennings (AUS) · GY | 2.         | D. csoport · Viktor Modzolevszkij (URS) · V · Fenyvesi Csaba (HUN) · V · Haukler István (ROU) · GY · Bohdan Andrzejewski (POL) · V · Gustavo Oliveros (CUB) · V | 5.         | kiesett                      | kiesett                    | kiesett                        | kiesett                   | kiesett               | kiesett             | kiesett                   | kiesett                   | kiesett | helyezetlen |
| Herbert Polzhuber                                         | Párbajtőr, egyéni | A. csoport · Alekszej Nyikancsikov (URS) · V · Ernesto Fernández (MEX) · GY · Klaus Dumke (GDR) · GY · Ahmed El-Abidin (RAU) · GY · Michael Ryan (IRL) · GY      | 2.         | H. csoport · Hrihorij Krissz (URS) · V · Carlos Couto (BRA) · GY · Bill Hoskyns (GBR) · V · Paul Pesthy (USA) · V · Magdy Conyd (CAN) · GY                      | 3.         | Carlos Couto (BRA) · GY      | Fenyvesi Csaba (HUN) · GY  | Viktor Modzolevszkij (URS) · V | Vigaszág                  | Vigaszág              | Vigaszág            | Fenyvesi Csaba (HUN) · GY | Henryk Nielaba (POL) · GY | Kulcsár Győző (HUN) · V · Hrihorij Krissz (URS) · V · Gianluigi Saccaro (ITA) · V · Viktor Modzolevszkij (URS) · V · Jean-Pierre Allemand (FRA) · GY | 5.          |
| Roland Losert                                             | Párbajtőr, egyéni | C. csoport · Omar Vergara (ARG) · GY · Jacques Ladègaillerie (FRA) · GY · Silvio Fernández (VEN) · GY · José Pinheiro (POR) · GY · Darío Amaral (BRA) · GY       | 1.         | C. csoport · Bohdan Gonsior (POL) · V · Peter Lötscher (SUI) · GY · Klaus Dumke (GDR) · V · Nicholas Halsted (GBR) · V · Jan von Koss (NOR) · V                 | 6.         | kiesett                      | kiesett                    | kiesett                        | kiesett                   | kiesett               | kiesett             | kiesett                   | kiesett                   | kiesett | helyezetlen |
| Frank Battig Udo Birnbaum Roland Losert Herbert Polzhuber | Párbajtőr, csapat | 2. csoport · Mexikó (MEX) · 10-6 · Ausztrália (AUS) · 12-4 · Magyarország (HUN) · 3-8                                                                            | 2.         | |            |                              |                            | Olaszország (ITA) · 2-8        |                           |                       |                     |                           |                           | kiesett | 9.          |